# 19 Гидры
19 Гидры (лат. 19 Hydrae), HD 78556 — тройная звезда в созвездии Гидры на расстоянии (вычисленном из значения параллакса) приблизительно 669 световых лет (около 205 парсек) от Солнца.

## Характеристики
Первый компонент (WDS J09087-0835A) — бело-голубая звезда спектрального класса B8, или B9Si, или B9V, или B9III, или B9,5III. Видимая звёздная величина звезды — +5,595m. Масса — около 3,14 солнечной, радиус — около 19,497 солнечного, светимость — около 588,844 солнечной. Эффективная температура — около 10186 K.
Второй компонент — красный карлик спектрального класса M. Масса — около 86,48 юпитерианской (0,08255 солнечной). Удалён в среднем на 1,706 а.е..
Третий компонент (TYC 5445-1780-2) — белая звезда спектрального класса A7-A8V. Видимая звёздная величина звезды — +9,47m. Удалён на 1,3 угловой секунды.